# Gitaar
Een gitaar is een snaarinstrument dat wordt bespeeld met de vingers of met een plectrum. Het woord gitaar stamt af van het Perzische "tar" dat "snaar" betekent.

## Geschiedenis
Een van de voorgangers van de moderne gitaar was de kithara (gitara), een instrument dat gebruikt werd bij de oude Grieken. Hoe dat instrument later in Spanje bekend is geworden, is niet duidelijk. Mogelijk is een luit uit Mesopotamië naar dit land gebracht door de Moren, of een Romeinse citer, waar men dan een hals zou op hebben aangebracht. Het was nog geen gitaar zoals we ze nu kennen, maar ze had er al wel zeer veel van weg. Het succes van zowel de Spaanse Vihuela da mano, zeskorig (zes dubbele snaren), als de Italiaanse renaissancegitaar, vierkorig (vier dubbele snaren), heeft bijgedragen tot de ontwikkeling van de guitarra española. Deze rijkelijk versierde en met vijf dubbele snaren bespannen barokgitaar in Spanje is ontstaan rond het einde van de zestiende eeuw.
Rond 1780 werd er nog een zesde paar snaren toegevoegd aan de guitarra española. De meeste zeskorige gitaren in Spanje werden gebouwd in Cádiz. Bijna gelijktijdig werden de zes koren ontdubbeld, eerst in Frankrijk en Italië, Spanje volgde pas veel later. Ook de snaarspanning werd verhoogd. Dit werd dan de zessnarige “romantische gitaar” genoemd, met haar typische snorvormige kam.
In de negentiende eeuw werden er mechanische stemschroeven aan toegevoegd. Rond 1884 bouwde Antonio de Torres Jurado de eerste gitaar die qua vorm en bouwprincipes maar weinig meer verschilde van de 'klassieke gitaar' zoals wij die vandaag kennen.
Niet alleen in Spanje, maar ook in de meeste andere West-Europese landen werd dit instrument bespeeld in aristocratische kringen, waar het overigens meer gewaardeerd werd dan in Spanje zelf. Gitaristen zoals Robert de Visée en Francesco Corbetta waren vast verbonden aan het hof van Lodewijk XIV. Hun muziekbundels werden opgedragen aan de koning die, evenals zijn dochters, ook zelf een fervent gitaarspeler was.
In de 18e eeuw waren Wenen en Parijs de belangrijkste gitaarcentra waar gitaarvirtuozen zoals Mauro Giuliani en Fernando Sor actief waren.
De hedendaagse gitaartechnieken zijn volledig gebaseerd op het werk van gitaristen zoals Francisco Tárrega en Emilio Pujol.
In de twintigste eeuw hebben in Spanje de (klassiek geschoolde) gitaristen Andrés Segovia en Narciso Yepes – gevolgd door Alexandre Lagoya en Ida Presti in Parijs en Julian Bream en John Williams in Engeland – voor de grote doorbraak gezorgd. Ook het Concierto de Aranjuez van de componist Joaquín Rodrigo is bij een groot publiek bekend.

## Typen gitaar
- Klassieke gitaar of Spaanse gitaar. Een gitaar met nylon snaren (vroeger darmsnaren) en de bassnaren met metaalomsponnen zijdevezels.
- Flamencogitaar is iets lichter gebouwd dan de klassieke gitaar, heeft een wat kleinere klankkast, die bovendien ongeveer 1,5 cm minder diep is. Daarbij heeft de flamencogitaar een dunner bovenblad waardoor ze een harder en wat scherper geluid heeft, maar korter doorklinkt. Bovendien worden vaak high tension snaren gebruikt; hierdoor krijgt de klank een feller geluid vergeleken met het geluid dat ontstaat wanneer men low tension snaren gebruikt. Deze laatste worden gewoonlijk op klassieke gitaren gelegd en laten het instrument zo voller klinken. De flamencogitaar wordt vrijwel uitsluitend in flamencomuziek gebruikt. Bekende bouwers van flamencogitaren zijn Conde Hermanos en Ramirez.
- Maccaferrigitaar of 'selmergitaar'. Een akoestische gitaar met stalen snaren die voornamelijk in de zigeunermuziek gebruikt wordt, daarom ook bekend als de zigeunerjazzgitaar. Herkenbaar aan een klein ovaal ("petite bouche") of groter D-vormig klankgat, grande bouche genaamd. Bij de zigeunerjazzgitaren is de brug hoog afgesteld wat ervoor zorgt dat de snaren op een ruime afstand van de toets zitten, wat opmerkelijk is voor deze veelal uptempo muziekstijl. Deze gitaar is vooral bekend geworden door de zigeunergitarist Django Reinhardt.
- Steelgitaar, een snaarinstrument dat horizontaal wordt bespeeld door middel van een speelstaaf en eventueel pedalen.
- Steelstringgitaar of westerngitaar: Een gitaar met stalen snaren, smalle hals en grote klankkast. Om de extra spanning van de stalen snaren aan te kunnen, loopt er doorgaans een stalen pen door de hals van de gitaar. Deze pen kan worden gesteld door hem korter of langer te draaien. Hierdoor beweegt de hals een beetje van de snaren af of juist naar de snaren toe. Op deze manier kan men met de pen het kromtrekken van de hals corrigeren. De stalen snaren produceren een hardere, heldere toon. Deze gitaar is onmisbaar in folk- en bluesmuziek en wordt ook wel aangeduid met western-gitaar of flattop-gitaar. Een variant van dit type gitaar is de Weissenborn, een steelstringgitaar die op de schoot wordt neergelegd om te bespelen.
- Resonatorgitaar: Een gitaar met stalen snaren, smalle hals en een klankkast van hout/staal/messing of aluminium. Met een grote metalen conus onder de brug. Dit type is vooral bekend onder de naam 'Dobro', merknaam van de broers Dopyera. De hals kan rond (roundneck) of blokvormig (squareneck) zijn, deze laatste variant is voornamelijk voor slide-gitaarspel waarbij men een metalen staaf (de slide) over de snaren schuift. De metalen klankkast produceert een harde, felle toon. Dit harde komt doordat de metalen conus als een akoestisch aangedreven luidspreker werkt. Er bestaan ook gitaren met 3 conussen die aan verlengde overdrachtsbruggen zitten. Deze gitaren worden three-plates of three-cones genoemd. Deze gitaren worden vooral in country- en bluesmuziek gebruikt.
- Archtopgitaar: Dit is een variant op de steelstringgitaar. Waar de andere gitaren een vlak bovenblad hebben, heeft de archtop een gewelfd bovenblad; het ontwerp lijkt geïnspireerd door de viool. Deze variatie werd ontworpen nadat Gibson een type mandoline had ontwikkeld in eenzelfde stijl. Beide instrumenten werden onmiddellijk geadopteerd door jazz- en country-muzikanten, maar vielen niet in de smaak binnen de rock-'n-roll omdat het ontwerp niet veel elektrische versterking toelaat vanwege de gevoeligheid voor audiofeedback. Dit probleem werd door Gibson grotendeels opgelost door het aanbrengen van een houten balk in de klankkast onder de pickup elementen.
- 7-snarige gitaar: Deze gitaar komt veel voor in de Russische cultuur. Zij duikt het eerst op in 1776 in een beschrijving van de Mexicaan Antonio Vergas, maar is waarschijnlijk nog ouder. Vanaf het begin van de 19e eeuw werd deze gitaar populair in Rusland waar Andrei Sychra hem introduceerde en er veel methoden en composities voor schreef. In de jaren tachtig had deze gitaar in Rusland zijn hoogtepunt bereikt door onder anderen de gitaarvirtuoos Sergei Orekhov. Tegenwoordig wordt zij in Rusland nog weinig bespeeld. Naast de Russische cultuur kwam de gitaar in de jaren vijftig in de handen van jazzgitaristen als Bucky Pizzarelli en George van Eps. In de jaren negentig begon de gitaarvirtuoos Steve Vai deze gitaar te bespelen. Over het algemeen wordt de 7-snarige gitaar gebruikt om de extra bassnaar toe te voegen aan de 6-snarige hals, dus bij de 'normale' stemming komt er een B-snaar bij. De 7-snarige gitaar wordt ook veel gebruikt in moderne metalbands, een van de eersten die hier mee begon is de band KoЯn. De band Meshuggah speelde overigens voor KoЯn al op 7-snarige gitaren, en zijn inmiddels overgestapt op 8-snarige gitaren om hun kenmerkende polymetrische passages kracht bij te zetten.
Er bestaat ook een 7-snarige gitaar die gebruikmaakt van een dubbele G snaar. De extra G-snaar, die enkele millimeters naast de normale G-snaar ligt, is een octaaf hoger gestemd. Hierdoor klinkt de gitaar een beetje als een 12-snarige gitaar. Roger McGuinn (ex The Byrds) heeft dit idee bedacht en samen met gitaarfabrikant Martin op de markt gebracht in een naar hem vernoemd signatuur-model.

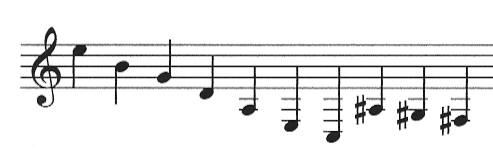
Bereik van de "Decacorde" - 10-snarige gitaar

- 10-snarige gitaar "decacorde". Gitaarvariant met tien snaren, in 1826 door Ferdinando Carulli met Franse gitaarbouwer Pierre René Lacote gepatenteerd. Vijf van de tien snaren waren bestemd om op gebruikelijke wijze met de linkerhand te bespelen, de overige vijf waren 'open' te bespelen bassnaren. Carulli schreef de "Méthode pour le Décacorde" om de gitaar te leren bespelen. Het instrument sloeg nooit echt aan.

In 1964 was er de 'première' van de tiensnarige gitaar door Narciso Yepes met het "Concierto de Aranjuez". Yepes vond de gitaar uit met de (flamenco)gitaarbouwer José Ramírez III. Onvrede over de geluidbalans van de zessnarige gitaar bij bepaalde natuurlijke harmonieën was reden de gitaar te ontwerpen. Ook kunnen oorspronkelijk barokke muziekstukken voor de luit uitgevoerd worden zonder transpositie van basnoten. De extra snaren, C, A#, G#, F# gestemd, en net als bij Carulli open gespeeld, dienden feitelijk als resonatoren. Yepes gebruikte zijn tiensnarige gitaar jarenlang tijdens zijn vele optredens over de hele wereld. Ook andere, meest Spaans klassieke gitaristen als Andrés Segovia gebruik(t)en de gitaar.
- 12-snarige gitaar: steelstringgitaar met 6 dubbele stalen snaren. Deze wordt voornamelijk gebruikt in folk en rock-'n-roll. De snaren zijn ofwel paarsgewijs hetzelfde gestemd (de twee hoogstklinkende) of een octaaf verschillend (de rest).
- Elektrische gitaar: Bij elektrische gitaren wordt er een elektrisch signaal opgewekt door middel van elektromagnetische inductie. Een elektrisch gitaarelement bestaat meestal uit één of meer vaste permanente magneten, en een vast opgestelde spoel. De metalen snaren hebben een hoge magnetische permeabiliteit: er lopen meer magnetische veldlijnen door het metaal dan door de omgevende lucht. Als de snaar trilt worden de veldlijnen dus verplaatst, wat in de spoelen van de elementen een elektrisch signaal genereert. De amplitude van dit signaal wordt dan door een versterker vergroot, waarbij diverse filters en effecten het geluid kunnen beïnvloeden. Er bestaan elektrische gitaren met klankkast, maar het merendeel heeft een solid body. Deze gitaar wordt veel gebruikt in de blues en de rock-'n-roll, en daarnaast in genres als metal, ska, punk, rock en hardrock, noem het pop. Rickenbacker nam de eerste elektrische gitaar ("friyng pan" met "horseshoe" pickup) in productie, deze was ontworpen door George Beauchamp. Andere fabrikanten haakten daar met eigen ontwerpen op in. Zo kwam Gibson in 1935 met de bar of rail pickup, gebruikt door de jazzmuzikant Charlie Christian. Tot dan toe was de gitaar vooral een ritme-instrument voor begeleiding, Christian speelde in de band van Benny Goodman en was de eerste die de gitaar gebruikte als solo-instrument, wat zorgde voor een enorme populariteit. Op basis daarvan ontstond in de jaren 1950 de moderne solidbody elektrische gitaar welke vrijwel tegelijkertijd door Fender (Broadcaster met enkelspoel of singlecoil element) en Gibson (Les Paul met dubbelspoel of humbucker element) op de markt werden gebracht. Intussen bestaan hiervan meerdere varianten.
- Elektrische basgitaar: Een instrument dat erg lijkt op de elektrische gitaar. Verschillen zijn de toonhoogtes die het instrument voortbrengt en het aantal snaren. De basgitaar brengt lagere toonhoogtes voort en bestaat doorgaans uit 4 snaren; soms echter uit 5 of 6 tot uitzonderlijk 8 en zelfs meer. De stemming van laag naar hoog is E-A-D-G. Bij 5-snarige basgitaren is er een B toegevoegd die onder de E zit qua toonhoogte. In klassieke jazz, folk en country wordt meestal een contrabas gebruikt. Een basgitaar vervult een andere rol dan de 'normale' gitaar en dient daarom over het algemeen ook op een andere manier, met een andere muzikale mindset, bespeeld te worden.
- Akoestische basgitaar: instrument, sterk gelijkend op normale akoestische gitaar. Verschillen zijn: toonhoogte van akoestische basgitaar is minstens één octaaf lager lager dan van gewone gitaar; meestal zijn er slechts 4 snaren (open gespeeld E'-A'-D'-G'; vergelijk elektrische basgitaar); de klankkast is dieper, langer en breder dan de klassieke of zelfs CW-gitaar. Bovendien is het geluid, zeker wanneer onversterkt wordt gespeeld, wat zwak. Soms ziet men fretloze uitvoeringen.
- Geprepareerde gitaar: de geprepareerde gitaar (prepared guitar) is een gitaar waarvan het timbre veranderd wordt door diverse voorwerpen op of tussen de snaren van het instrument te plaatsen.
- Baritongitaar: Een gitaar met een wat langere hals, waarvan de klank tussen een normale en een basgitaar ligt. Muzikaal voorbeeld is het nummer Guitar King van de Nederlandse band Hank the Knife & the Jets.

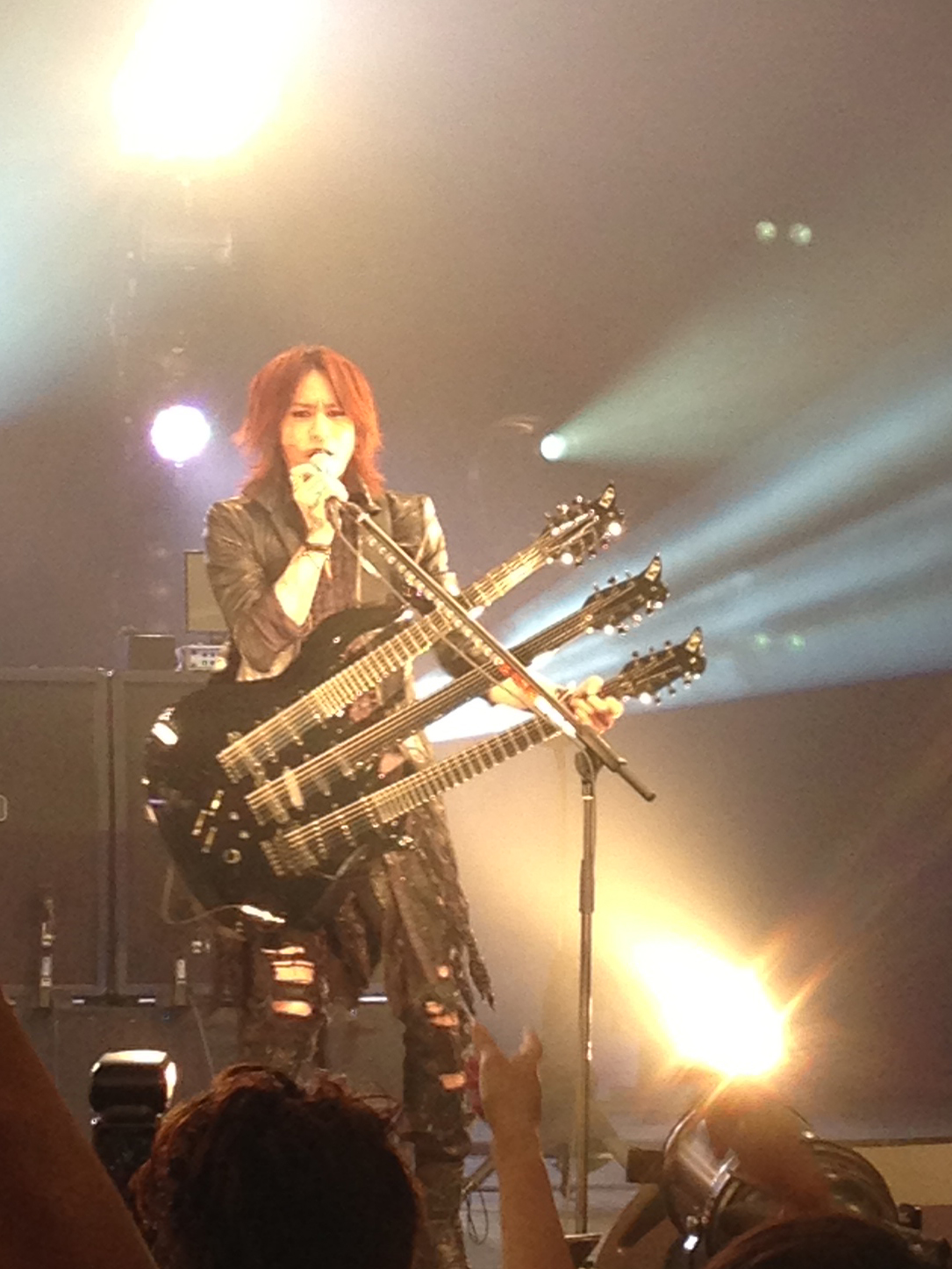
Elektrische gitaar met drievoudige hals.

Er kan onderscheid worden gemaakt tussen akoestische en elektrische gitaren. Daarnaast zijn er ook hybriden en meer apartere varianten zoals een gitaar met twee of zelfs drie halzen of de combinatie basgitaar en gitaar.

### Hybriden
- Harpgitaar, een gitaar met een aantal toegevoegde vrije harpsnaren.
- Gitaarbanjo, een instrument dat zich weliswaar laat bespelen als een gitaar maar in feite een banjo is.
- Thumbpianogitaar: heeft een beetje het uiterlijk van een elektrische gitaar, maar is in feite een kleine draagbare elektrische synthesizerpiano of midi-keyboard met steunhals.

## Stemming
Gitaren hebben over het algemeen zes snaren, waarbij de dikste snaar (lage E) de laagste toon vertegenwoordigt en de dunste snaar (hoge E) de hoogste. De hals van een gitaar is opgedeeld in een aantal kleine vlakken (frets) om de toon nauwkeuriger te helpen bepalen.
De meest gangbare stemming is (van laag naar hoog) E-A-D-G-B-E (Een Aap Die Geen Bananen Eet) of E-B-G-D-A-E (Een Beer Geeft De Aap Eten). Deze stemming biedt een goed compromis tussen speelgemak voor veel akkoorden en de mogelijkheid om met minimale beweging in de toetshand een toonladder te spelen. Andere stemmingen zijn onder andere E-A-d-f#-b-e (dit zijn dezelfde intervallen als op een luit), D-G-d-g-b-d en G-B-D-G-B-D (zg. "open G") en D-A-D-F#-A-D (zg. "open D"), worden veel gebruikt voor blues en bottleneck of slide-gitaar, D-A-d-g-b-e (zg. "dropped D/drop D", veel gebruikt door metalbands en in rock vanwege het makkelijk kunnen spelen van powerchords) of D-A-d-g-a-d (wordt vaak gebruikt bij folk). Deze zogenaamde alternatieve stemmingen worden, zoals hierboven ook al aangegeven, meestal gebruikt voor specifieke muziekstijlen, zoals de slack-keygitaar in Hawaï.
Een gitaar kan op gehoor worden gestemd of met behulp van een Stemapparaat.

## Accessoires
Er zijn verschillende accessoires op de markt voor gitaristen, zowel voor de klassieke gitarist als de elektrische gitarist. Deze accessoires dienen soms om een andere speeltechniek te kunnen toepassen zoals een plectrum, of om een andere klank of andere effecten uit het gitaarspel te krijgen zoals bij de slide, E-bow of effectpedalen. Om hoger op de hals open akkoorden te kunnen gebruiken plaatst men een capo op de juiste positie.

### Plectrumkeuze
Het plectrum bestaat in meerdere diktes, vormen, materialen en kleuren.
Men kiest het soort plectrum om de klank of het gevoel.
Zo zorgt een dik of hard plectrum (2 mm, 3 mm dik, eventueel van plexiglas of metaal) voor meer mid en laag in de klank en wat meer volume. Een dunner plectrum (vaak gemaakt van nylon) stimuleert juist het hoog wat meer, evenals de attack. Dikke plectrums worden meer op elektrische gitaren gebruikt en dunnere, vanwege de heldere klank, op akoestische. Een dikker plectrum vraagt vanwege de geringe buigzaamheid om een kleine aanpassing in de slagtechniek. De veerkracht moet dan meer uit de vingers komen. De mate van knijpkracht van de duim en wijsvinger moet daarom preciezer worden gedoseerd.

### Andere plectrums
Een duimplectrum is een plectrum dat om de duim geklemd wordt. Deze houdt de andere vingers vrij voor fingerpicking. Ook bestaan er vingerplectra die om de vingertoppen geklemd kunnen worden. Deze worden echter vooral op banjo, lapsteel en pedalsteel gebruikt. Het spelen met deze duim-en-vinger-plectra wordt ook wel chicken-picking genoemd.

## Technieken
De gitaar kan op veel manieren bespeeld worden:
- Tokkelen
- Glissando, waarbij een snaar wordt aangeslagen terwijl de toonhoogte wordt veranderd. Het resultaat is een vloeiende overgang van een bepaalde noot naar een hogere of lagere noot op dezelfde snaar.
- Vibrato, het laten vibreren van een trillende snaar. Vooral bij de elektrische gitaar is deze techniek goed hoorbaar en dus erg geschikt.
- Two-hand tapping, een techniek waarbij met beide handen hammer-ons en pull-offs worden afgewisseld om zo op hoge snelheid arpeggio's en melodieën te spelen.
- Tremolo picking of tremoleren, een techniek waarbij niet eenmaal over de snaren wordt gestreken, maar daarna ook weer in de tegen gestelde richting omhoog wordt gehaald. Met deze techniek kunnen noten heel snel gespeeld worden.
- Sweep picking, een techniek waarbij het plectrum in een rustige beweging over verschillende naast elkaar gelegen snaren wordt bewogen en in een synchroon tempo een gebroken akkoord wordt neergezet. Net als bij two-hand tapping bereikt men hiermee hoge snelheden in het spel.
- Opdrukken of (string) bending
- Bottleneck, waarbij de snaren niet worden ingedrukt maar worden aangeraakt met een metalen of glazen pijpje (bottleneck), dat doorgaans over de pink of ringvinger geschoven wordt. De gitaar wordt in normale houding bespeeld.
- Slide, een metalen staaf met een ronde of 8-vormige doorsnede. De speeltechniek lijkt erg op die van de bottleneck, maar de gitaar wordt liggend bespeeld: de Weissenborngitaar, lapguitar of ook wel een standaard-pedal-steelguitar. De term slide wordt ook gebruikt voor de techniek waarbij de toon of een heel akkoord wordt verhoogd of verlaagd door de vingers naar een andere positie te laten glijden waarbij men de snaren ingedrukt laat. Dit wordt slide up of slide down genoemd.
- Flageolet, een techniek waarbij de vinger op een specifieke plaats op de snaar (het exacte midden, één derde of één vierde van de snaar) moet worden gelegd zonder kracht te zetten. Hierdoor wordt de basistoon eraf gefilterd en blijven enkele harmonischen (boventonen) over. Dit geeft een soort zacht fluitende hoge toon.

## Afbeeldingen

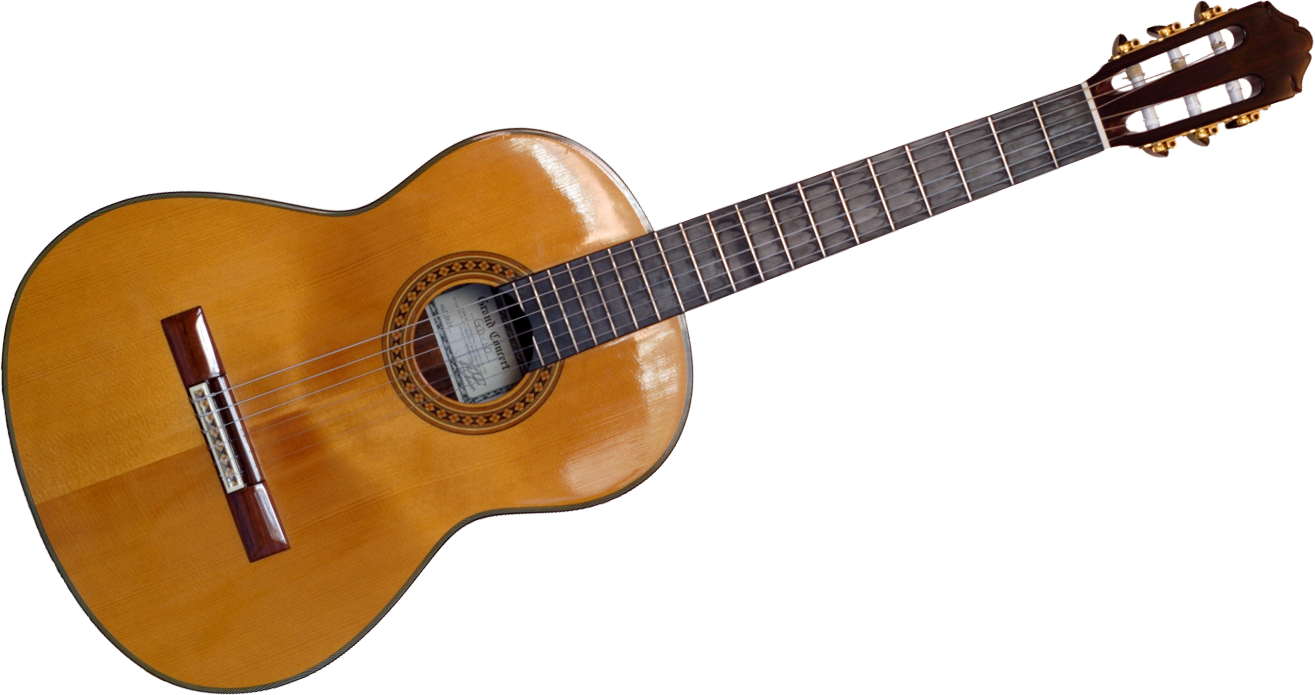
Een klassieke gitaar
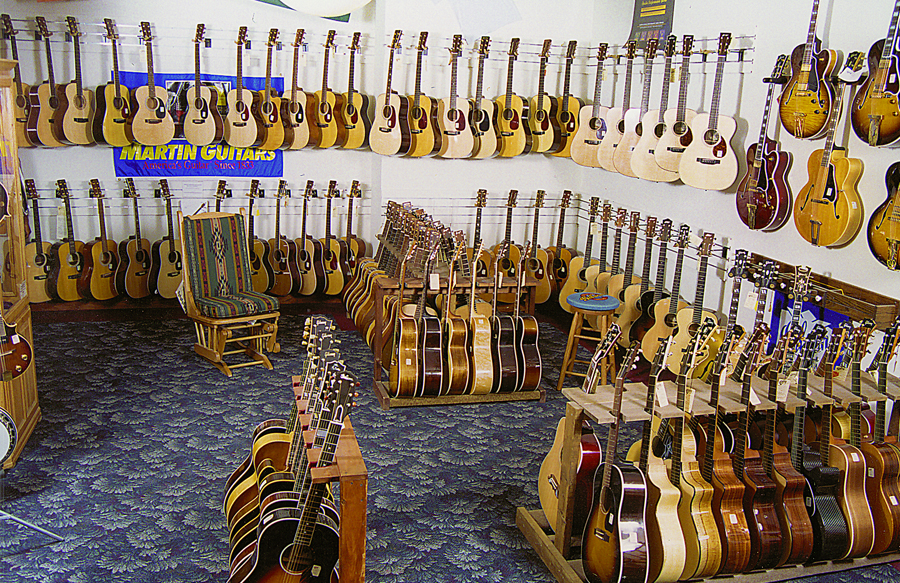
Showroom met gitaren
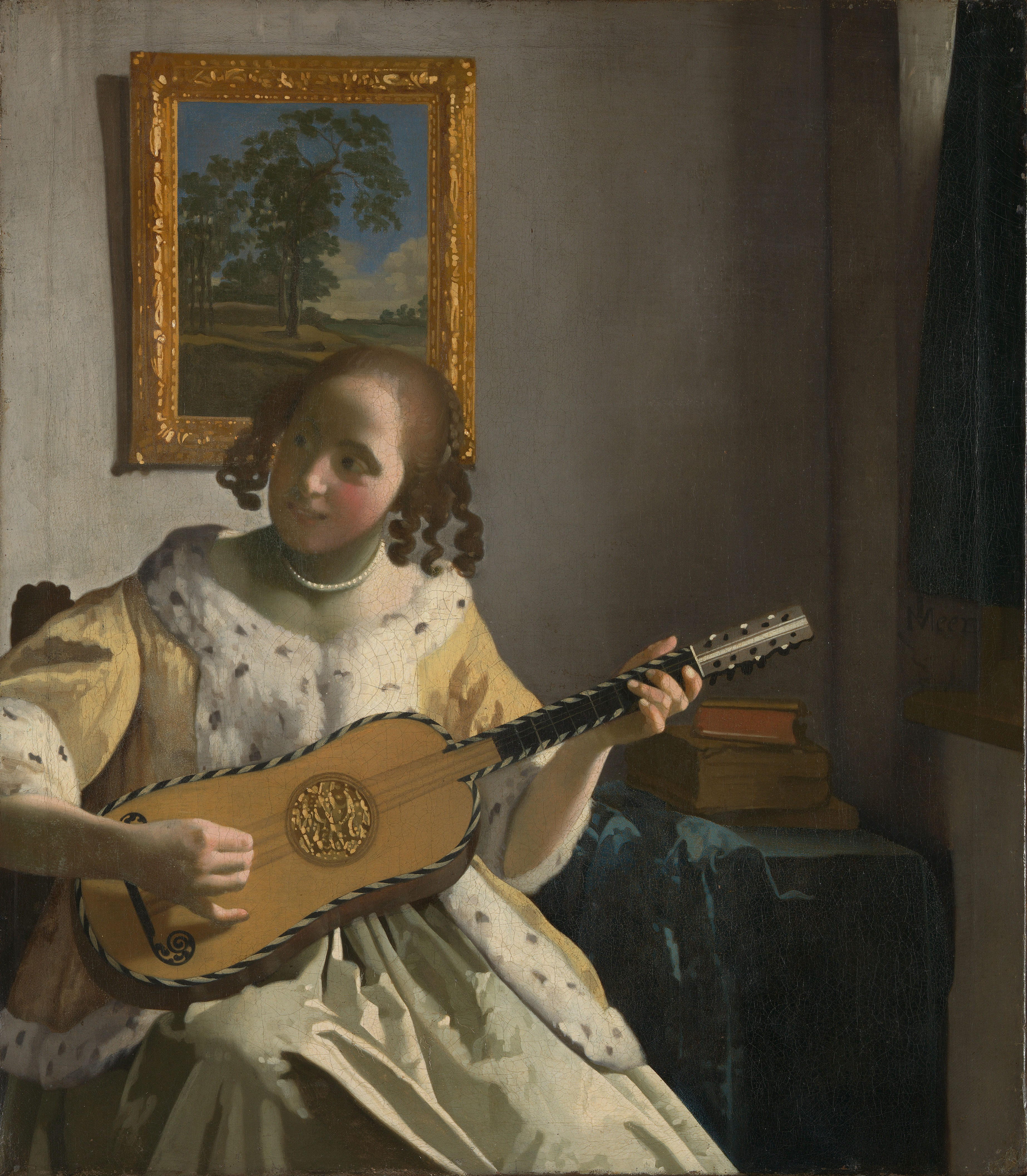
De gitaarspeelster (ca. 1670-1672), Johannes Vermeer Kenwood House